# Tamchachate
Tamchachate  (in arabo تامشاشاط‎?) è un centro abitato e comune rurale del Marocco situato nella provincia di El Hajeb, regione di Fès-Meknès. Conta una popolazione di 3 836 abitanti (censimento 2014).